# Портрет невідомої особи (Шевченко)
Портрет невідомої особи або портрет невідомого — портрет невідомого чоловіка виконаний Тарасом Шевченком аквареллю на бристольському картоні 1837 року в Петербурзі. Справа олівцем дата і підпис автора: 1837 || Шевченко. На звороті начерк руки до цього ж портрета. Певний час вважався портретом українського письменника Євгена Гребінки.

## Зображена особа

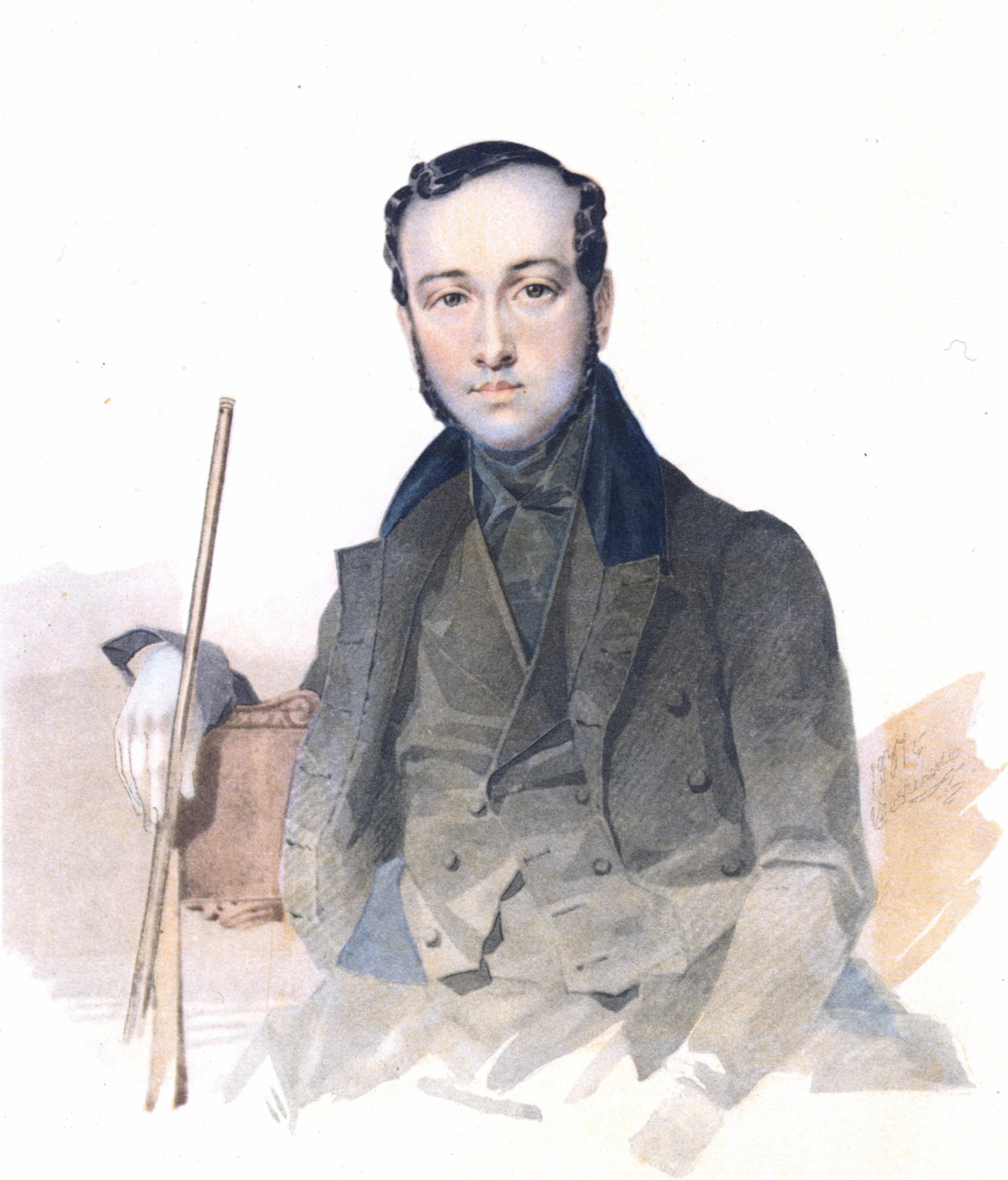
Вигляд акварелі, якщо усунути пожовтіння паперу й вигорання зображення

До 1914 року портрет публікувався під назвою «Портрет невідомого». У 1914 році Василь Щурат визначив його як портрет Євгена Гребінки. У 1960-тих рр. зіставляючи цю акварель з трьома портретами Гребінки роботи Аполлона Мокрицького, Л. Ф. Стеценко дійшов висновку, що Шевченко намалював іншу людину.

## Зберігання
Портрет зберігається в Національному музеї Тараса Шевченка. Попередні місця збереження: збірка Є. Є. Рейтерн, Державний російський музей (Санкт-Петербург), Інститут Тараса Шевченка (Харків), Галерея картин Т. Г. Шевченка (Харків), Центральний музей Т. Г. Шевченка (Київ).

## Експонування
Акварель експонувалася на таких виставках:
- 1911. С.-Петербург. Шевченківська виставка в Академії мистецтв[3];
- 1939. Київ. Ювілейна Шевченківська виставка[4];
- 1951. Москва. Виставка образотворчого мистецтва УРСР[5];
- 1964. Київ — Москва. Ювілейна Шевченківська виставка[6];
- 1984. Київ. Шевченко-художник. До 170-річчя від дня народження[7];
- 1985. Київ. Музей історії Києва. Шевченко-портретист[8].